# 日本カウンセリング学会
一般社団法人日本カウンセリング学会（にほんかうんせりんぐがっかい）は、カウンセリングの全領域を扱う学会としては日本唯一の組織。1967年に設立された日本相談学会を前身とする。日本学術会議協力学術研究団体、日本心理学諸学会連合の加盟団体であり、カウンセリングの研究・教育・実践の専門家等、約5,000名前後の会員を擁する。
本学会は、日本カウンセリング学会認定カウンセラー（通称は、認定カウンセラー）及び准認定カウンセラーの資格認定機関でもある。

## 事業
- カウンセリング全領域に関する研究発表会及び学術講演会、研修会等の開催、調査研究。
- 学会誌、会報、学術図書及び資料等の刊行。
- 日本カウンセリング学会認定カウンセラー及び准認定カウンセラーの認定、研修
- その他、カウンセリングに関連する事業等

## 学会誌
- 「カウンセリング研究」（JAPANESE JOURNAL OF COUNSELING SCIENCE）」

## 支部会
- 栃木県支部会（NPO法人栃木県カウンセリング協会内）
- 長野県支部会（社団法人長野県臨床心理カウンセリング研修センター内）
- 北東北支部会（盛岡大学内）
- 東関東支部会（東京都品川区内）
- 東京支部会（東京電機大学埼玉鳩山キャンパス内）
- 神奈川県支部会（神奈川県横浜市内）
- 関西支部会（兵庫教育大学内）
- 静岡県支部会

## 関連事項
- 学会の一覧／研究会